# Liste der Stolpersteine in Gondelsheim

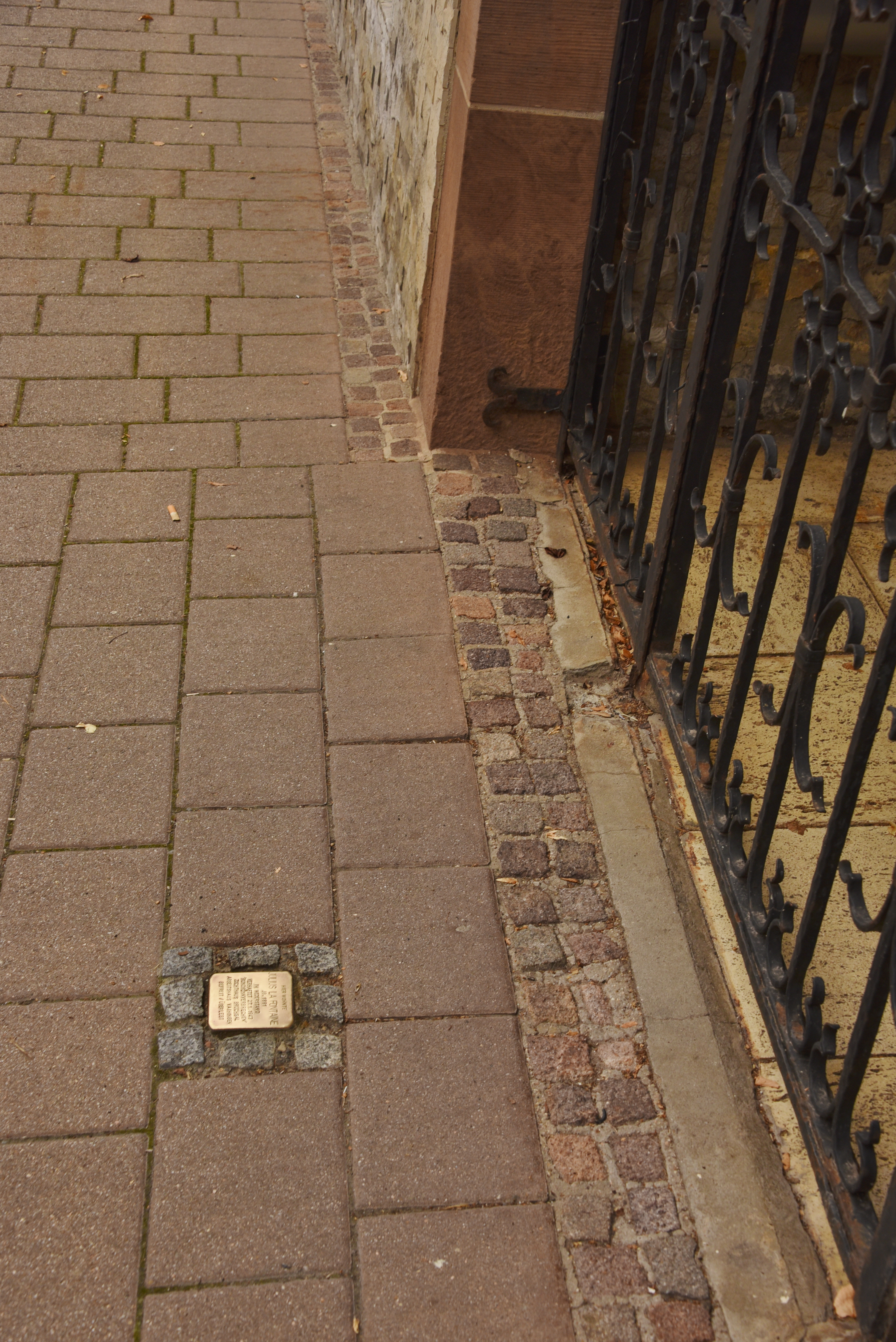
Stolperstein in Gondelsheim

Die Liste der Stolpersteine in Gondelsheim enthält die Stolpersteine in Gondelsheim, die an das Schicksal der Menschen dieser Stadt erinnern, die während der Zeit des Nationalsozialismus vom NS-Regime ermordet, deportiert, vertrieben oder in den Suizid getrieben wurden. Die Stolpersteine wurden von Gunter Demnig konzipiert und verlegt. Sie liegen im Regelfall vor dem letzten selbstgewählten Wohnsitz des Opfers.
Die Stolpersteine wurden am 22. November 2014 verlegt.

## Verlegte Stolpersteine
In Gondelsheim wurden 14 Stolpersteine an fünf Adressen verlegt. 
| Stolperstein | Inschrift | Verlegeort          | Name, Leben                                          |
| ------------ | --- | ------------------- | ---------------------------------------------------- |
|              | HIER WOHNTE AMALIE BEISSINGER GEB. HESS JG. 1875 FLUCHT 1937 BELGIEN 1941 KUBA                                                                             | Bahnhofstraße 12    | Amalie Beissinger, geborene Hess (1875–?)            |
|              | HIER WOHNTE BERTA BEISSINGER JG. 1910 FLUCHT 1940 USA | Bahnhofstraße 10    | Berta Beissinger (1910–?)                            |
|              | HIER WOHNTE FANNY BEISSINGER GEB. KAHN JG. 1873 DEPORTIERT 1940 GURS INTERNIERT MASSEUBE TOT 3.9.1944                                                      | Bahnhofstraße 10    | Fanny Beissinger, geborene Kahn (1873–1944)          |
|              | HIER WOHNTE JOHANNA HEDWIG BEISSINGER JG. 1905 FLUCHT 1937 USA                                                                                             | Bahnhofstraße 10    | Johanna Hedwig Beissinger (1905–?)                   |
|              | HIER WOHNTE MAX BEISSINGER JG. 1907 FLUCHT 1936 USA ALS AMERIK. SOLDAT TOT 26.8.1944 KERARMOAL / FRANKREICH                                                | Bahnhofstraße 10    | Max Beissinger (1907–1944)                           |
|              | HIER WOHNTE MOSES BEISSINGER JG. 1870 GESTAPO VERHÖRE 1935 'DEVISENVERGEHEN' TOT NACH VERHÖR 8.11.1935                                                     | Bahnhofstraße 12    | Moses Beissinger (1870–1935)                         |
|              | HIER WOHNTE NELLY ELSE BEISSINGER VERH. FALK JG. 1899 DEPORTIERT 1940 GURS INTERNIERT DRANCY 1942 AUSCHWITZ ERMORDET 15.10.1942                            | Bahnhofstraße 10    | Nelly Else Beissinger, verheiratete Falk (1899–1942) |
|              | HIER WOHNTE SOPHIE DREYFUS JG. 1860 DEPORTIERT 1940 GURS INTERNIERT NOÉ TOT 2.3.1943                                                                       | Jöhlingerstraße 3   | Sophie Dreyfus (1860–1943)                           |
|              | HIER WOHNTE JULIUS LA FONTAINE JG. 1891 IM WIDERSTAND VERHAFTET 27.1.1943 'RUNDFUBKVERBRECHEN' ZUCHTHAUS BRUCHSAL ARBEITSHAUS VAIHINGEN BEFREIT / ÜBERLEBT | Bruchsalerstraße 37 | Julius La Fontaine (1891–1947)                       |
|              | HIER WOHNTE SOPHIE METZGER JG. 1877 DEPORTIERT 1940 GURS FLUCHT 1943 VERSTECKT GELEBT KLOSTER LE PUY BEFREIT / ÜBERLEBT                                    | Jöhlingerstraße 3   | Sophie Metzger (1877–?)                              |
|              | HIER WOHNTE LINA ROTHEIMER GEB. WOLF JG. 1860 DEPORTIERT 1940 GURS SCHICKSAL UNBEKANNT                                                                     | Leitergasse 31      | Lina Rotheimer, geborene Wolf (1860–?)               |
|              | HIER WOHNTE GÜNTHER WALLACH JG. 1914 FLUCHT 1934 PALÄSTINA                                                                                                 | Leitergasse 31      | Günther Wallach (1914–?)                             |
|              | HIER WOHNTE LOTHAR WALLACH FLUCHT 1934 PALÄSTINA | Leitergasse 31      | Lothar Wallach (1934–?)                              |
|              | HIER WOHNTE MINNA WALLACH GEB. ROTHEIMER JG. 1890 DEPORTIERT 1940 GURS BEFREIT / ÜBERLEBT                                                                  | Leitergasse 31      | Mina Wallach, geborene Rotheimer (1890–?)            |

## Verlegedatum
- 22. November 2014